# Nhà thờ Thánh Martin ở Široká Niva
Nhà thờ Thánh Martin ở Široká Niva (tiếng Séc: Kostel svatého Martina ve Široké Nivě) là một nhà thờ giáo xứ Công giáo La Mã được xây dựng vào năm 1721, thuộc giáo phận Ostrava-Opava, tọa lạc tại làng Široká Niva, huyện Bruntál, vùng Moravskoslezský, Cộng hòa Séc. Thánh đường này có tên trong danh sách các di tích văn hóa của Cộng hòa Séc.

## Lịch sử
Làng Široká Niva lần đầu tiên được đề cập trong các văn bản lịch sử vào năm 1278. Nhà thờ dành riêng cho Thánh Martin được xây dựng theo phong cách kiến trúc Baroque vào năm 1721. Xung quanh nhà thờ là một bức tường gạch có từ năm 1724.
Trong giai đoạn 2007 - 2008, nhà thờ được trùng tu dựa vào nguồn tài trợ từ Chương trình trùng tu các di tích văn hóa và bất động sản được bảo vệ của vùng Moravskoslezský.
Nhà thờ Thánh Martin là nhà thờ giáo xứ thuộc giáo hạt Krnov (một trong những giáo hạt của giáo phận Ostrava-Opava).
Các cơ sở vật chất trong nhà thờ còn tồn tại cho đến ngày nay bao gồm: Một tòa tháp hình lăng trụ ở mặt tiền, quả chuông có từ năm 1751, các bức tranh, bục giảng, bàn thờ chính và các bức tượng của bốn nhà truyền giáo phúc âm trong Tân Ước (Thánh Mátthêu, Thánh Máccô, Thánh Luca và Thánh Gioan).